# Gilroy
Gilroy è la più meridionale delle città della contea di Santa Clara, in California, Stati Uniti d'America.
La città è famosa per la coltivazione dell'aglio.

## Infrastrutture e trasporti
La città è servita dal servizio ferroviario suburbano Caltrain.